# Mörttjärnarna (Lycksele socken, Lappland, 720593-163715)
Mörttjärnarna är en sjö i Lycksele kommun i Lappland och ingår i Umeälvens huvudavrinningsområde.